# Rune Gustafsson (lekkoatleta)
Rune Gustafsson (ur. 1 grudnia 1919, zm. 25 czerwca 2011) – szwedzki lekkoatleta, średniodystansowiec, mistrz Europy z 1946.
Na mistrzostwach Europy w 1946 w Oslo zdobył złoty medal w biegu na 800 metrów, wygrywając w czasie 1:51,0.
4 września 1946 w Borås poprawił rekord świata w biegu na 1000 metrów czasem 2:21,4. Rekord ten przetrwał do 1952.